# アニー・スウィナートン

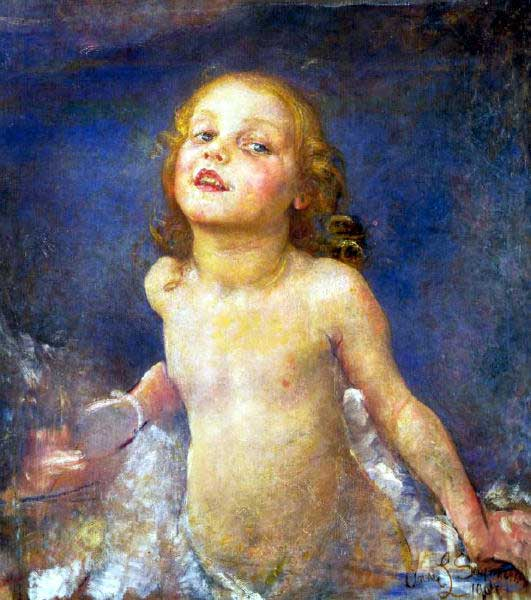
スウィナートン作「新しい希望」(1904)

アニー・スウィナートン（Annie Louisa Robinson Swynnerton ARA、結婚前の姓、ロビンソン、1844年2月26日 – 1933年10月24日）はイギリスの画家である。肖像画や象徴主義のスタイルの作品を描いた。1922年にロイヤル・アカデミー・オブ・アーツの準会員に選ばれ、1768年のアカデミー創立時に2人の女性会員が選ばれて以来、約150年ぶりのアカデミーの女性準会員となった。

## 略歴
マンチェスターのヒューム(Hulme)の代言人の娘に生まれた。6人姉妹の一人で家計を助けるために水彩画を描いて、売っていた。1871年からマンチェスターの美術学校で学び始め、展覧会で金賞を得て、奨学金を得た 。1874年から1876年まで、マンチェスターの美術学校の同僚のスーザン・イザベル・デーカー(Susan Isabel Dacre:1844–1933)とローマに旅し、1877年から1880年までは、2人はパリの私立の美術学校、アカデミー・ジュリアンで学んだ 。スウィナートンは自然主義の画家、ジュール・バスティアン＝ルパージュのスタイルに影響を受けた 。1880年にマンチェスターに戻り、デーカーと共同でスタジオを開き、マンチェスター女性画家協会(Manchester Society of Women Painters)を設立し、女性芸術家のための教育と作品発表の場とした。1880年にはデーカーの肖像画を、ロイヤル・アカデミー・オブ・アーツの展覧会に出展した。1882年までにはロンドンに移った。
1883年にマン島出身の彫刻家のジョセフ・ウィリアム・スウィンナートン(Joseph William Swynnerton:1848–1910)と結婚した。2人はローマで知り合って、結婚後、ローマで暮らすことが多かった。夫は1910年に亡くなった。
スウィンナートンは1879年から1886年までと1902年から1934年の間、アカデミーの展覧会に出展し、有力な画家、ジョン・シンガー・サージェントに高く評価された。サージェントはスウィンナートンの作品を自ら購入し、国に作品を寄付し、1922年のアカデミーの選挙で、スウィンナートンが準会員に選ばれるのに貢献した。スウィンナートンはアカデミー創立時にアンゲリカ・カウフマンとメアリー・モーザーが創立会員に選ばれて以来、約150年ぶりのアカデミーの女性準会員となった。
夫の死後、ロンドンやローマで暮らした後、ポーツマスの近くのヘイリング島に住み、そこで亡くなった。

## 作品

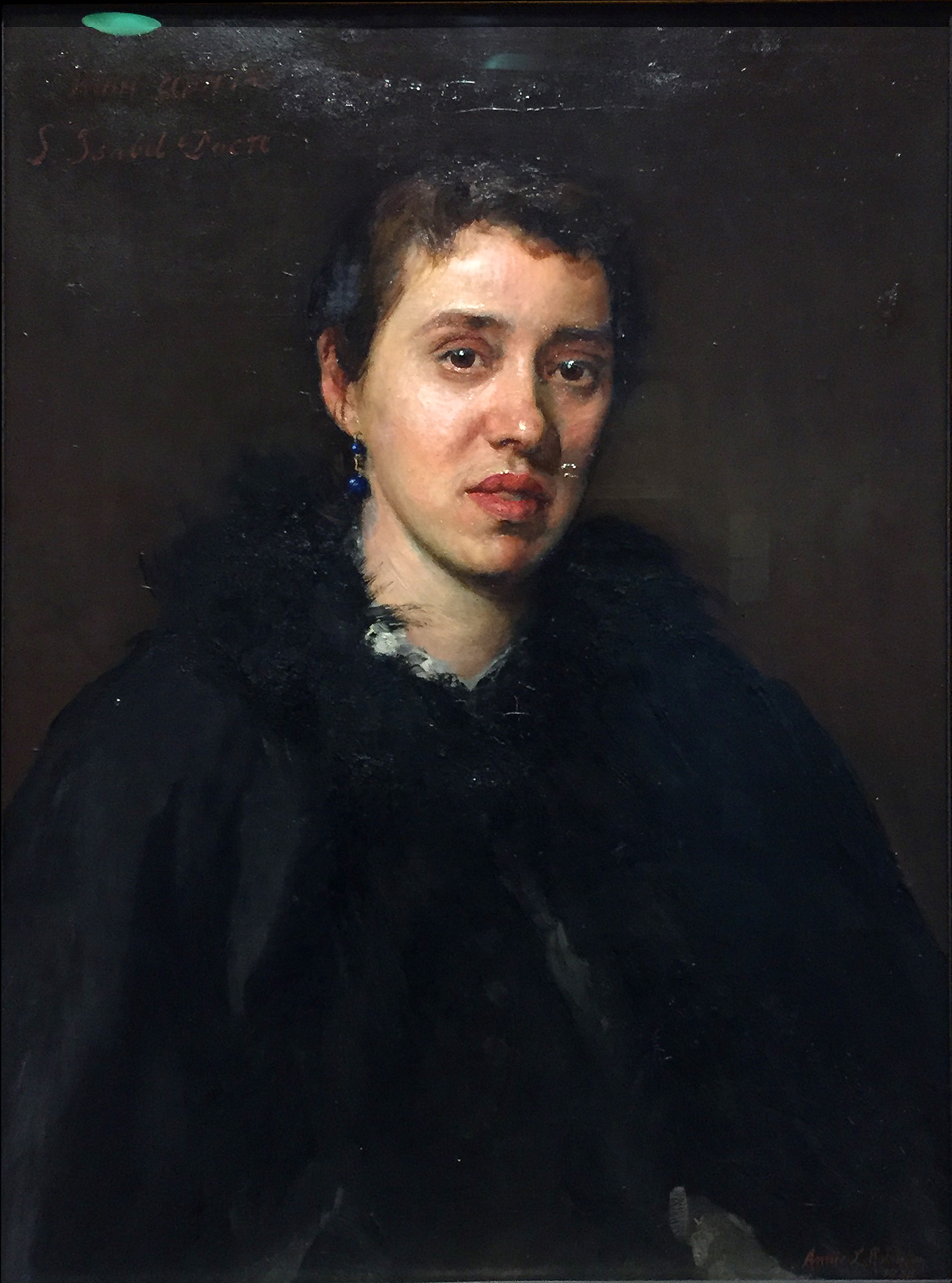
スーザン・イザベル・デーカー(画家)(1880)
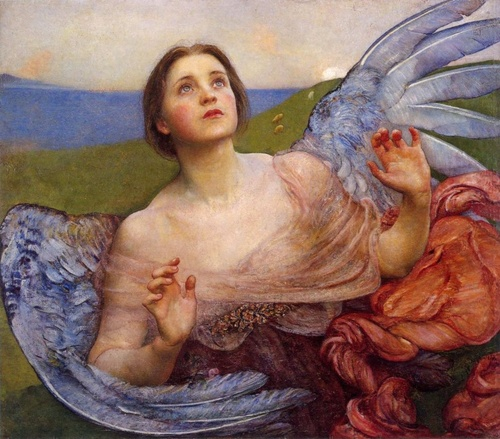
The Sense of Sight (1895)
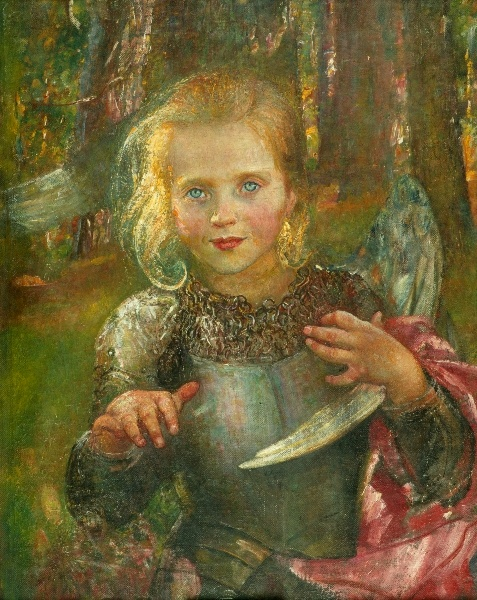
Illusions (1900)
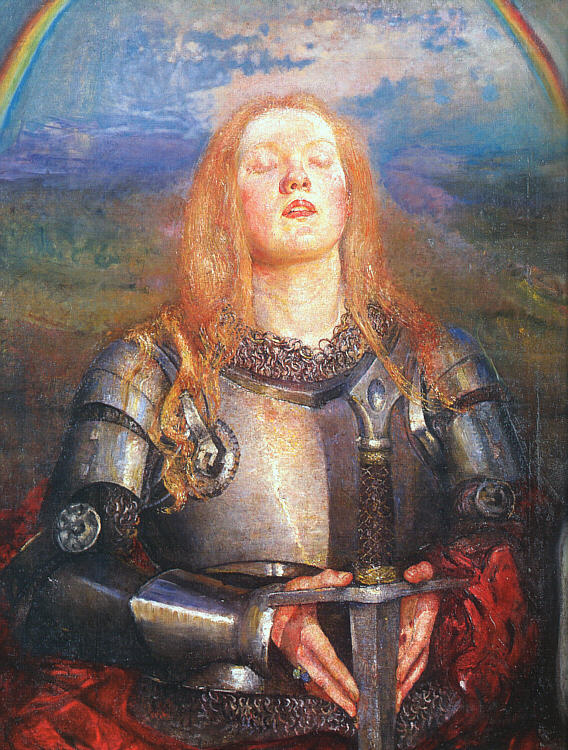
ジャンヌ・ダルク (1933)